# Niagara-Ouest
Pour les articles homonymes, voir Niagara.
Pour la circonscription provinciale du mème nom, voir Niagara-Ouest (circonscription provinciale).
Circonscription électorale fédérale du Canada
Niagara-Ouest ((en) Niagara West) est une circonscription électorale fédérale canadienne située en Ontario.

## Géographie
La circonscription consiste en une partie de la municipalité régionale de Niagara, incluant les villes de Grimsby, Lincoln et Pelham, les cantons de Wainfleet (en) et de West Lincoln (en) ainsi qu'une partie de la ville de Saint Catharines.
Les circonscriptions limitrophes sont Haldimand—Norfolk, Flamborough—Glanbrook—Brant-Nord, Hamilton-Est—Stoney Creek, St. Catharines et Niagara-Sud.
En 2015, les circonscriptions limitrophes étaient St. Catharines, Niagara-Centre,  Hamilton-Est—Stoney Creek, Flamborough—Glanbrook et Haldimand—Norfolk.  

## Historique
La circonscription de Niagara-Ouest est créée en 2013 avec des parties des circonscriptions de Niagara-Ouest—Glanbrook, St. Catharines et Welland.
Lors du redécoupage électoral de 2022-2023, la circonscription gagne au nord-est, de la circonscription de St. Catharines et de l'ancienne circonscription de Niagara-Centre, la partie comprise entre First Street Louth et le ruisseau Twelve Mile, au sud de l'autoroute 406.

## Députés
| Législature                                                                                       | Années        | Député       | Parti | Parti        |
| ------------------------------------------------------------------------------------------------- | ------------- | ------------ | ----- | ------------ |
| Niagara-Ouest issue d'une partie de Niagara-Ouest—Glanbrook, St. Catharines et Welland avant 2015 |               |              |       |              |
| 42e                                                                                               | 2015–2019     | Dean Allison |       | Conservateur |
| 43e                                                                                               | 2019–2021     | Dean Allison |       | Conservateur |
| 44e                                                                                               | 2021–2025     | Dean Allison |       | Conservateur |
| 45e                                                                                               | 2025–en cours | Dean Allison |       | Conservateur |

## Résultats électoraux
|       | Candidat         | Parti             | # de voix | % des voix |
|       | (X) Dean Allison | Conservateur      | +24 732,  | 48,82 %    |
|       | Phil Rose        | Libéral           | +16 581,  | 32,73 %    |
|       | Nameer Rahman    | NPD               | +05 802,  | 11,45 %    |
|       | Sid Frere        | Vert              | +01 511,  | 2,98 %     |
|       | Harold Jonker    | Héritage chrétien | +01 234,  | 2,44 %     |
|       | Allan de Roo     | Parti libertarien | +00797,   | 1,57 %     |
| Total | Total            | Total             | 50 657    | 100 %      |